# جيمس ر. باك
جيمس ر. باك (بالإنجليزية: James R. Buck)‏ هو سياسي أمريكي، ولد في 30 يوليو 1945. حزبياً، نشط في الحزب الجمهوري. وقد انتخب عضو مجلس ولاية إنديانا.